# Giải vô địch bóng đá Đông Nam Á 2000
Giải vô địch bóng đá Đông Nam Á 2000 hay Cúp Tiger 2000 là lần tổ chức thứ ba của Giải vô địch bóng đá Đông Nam Á do Liên đoàn bóng đá ASEAN (AFF) tổ chức. Giải đấu được tổ chức tại Thái Lan từ ngày 28 tháng 10 đến ngày 12 tháng 11 năm 2000. Chín đội tuyển (Brunei không tham dự với lý do ngoài dự kiến) được chia vào 2 bảng, đấu vòng tròn 1 lượt, chọn 2 đội đứng đầu vào bán kết.
Chủ nhà Thái Lan đã giành chức vô địch Đông Nam Á lần thứ hai sau khi đánh bại Indonesia với tỷ số 4–1 (tỷ số đậm nhất trong một trận chung kết của giải đấu) và trở thành đội đầu tiên hai lần đăng quang. Singapore trở thành đội đương kim vô địch đầu tiên bị loại từ vòng bảng.

## Các đội tuyển tham dự
Giải đấu lần này không có vòng loại, tất cả các đội tuyển đều được vào thẳng vòng chung kết. Chín đội tuyển sau đây đến từ các hiệp hội thành viên của Liên đoàn bóng đá ASEAN đã tham dự giải đấu. Brunei, sau khi tham dự giải đấu năm 1996 và vòng loại năm 1998, đã tuyên bố không tham dự giải lần này nhằm phản đối việc một hãng bia tài trợ cho giải đấu và luật của nước này cấm các hoạt động quảng bá liên quan đến rượu bia.
| Đội tuyển   | Tham dự | Thành tích tốt nhất    |
| ----------- | ------- | ---------------------- |
| Campuchia   | 1 lần   | Vòng bảng (1996)       |
| Indonesia   | 2 lần   | Hạng ba (1998)         |
| Lào         | 2 lần   | Vòng bảng (1996, 1998) |
| Malaysia    | 2 lần   | Á quân (1996)          |
| Myanmar     | 2 lần   | Vòng bảng (1996, 1998) |
| Philippines | 2 lần   | Vòng bảng (1996, 1998) |
| Singapore   | 2 lần   | Vô địch (1998)         |
| Thái Lan    | 2 lần   | Vô địch (1996)         |
| Việt Nam    | 2 lần   | Á quân (1998)          |

## Địa điểm
| Thái Lan                   | Thái Lan                     | Thái Lan                |
| Vòng đấu loại trực tiếp    | Vòng bảng                    | Vòng bảng               |
| Băng Cốc                   | Chiang Mai                   | Songkhla                |
| -------------------------- | ---------------------------- | ----------------------- |
| Sân vận động Rajamangala   | Sân vận động kỷ niệm 700 năm | Sân vận động Tinsulanon |
| Sức chứa: 51.552           | Sức chứa: 25.000             | Sức chứa: 20.000        |
|                            |                              |                         |
| Băng CốcSongkhlaChiang Mai |                              |                         |

## Trọng tài
| Trọng tài | Trợ lý trọng tài |
| --- | --- |
| Hidayat Jajat Sudrajat Mohammad Nazri Abdullah U Tun Hla Aung Jerry Andres S. Kumbalingam Kennedy Hanlumyaung Panya Nguyễn Văn Mùi | Ly Ratana Rafli A Razak Phonesirignavong Phoneapeuth Kassim Kadir Bacha U Hla Myint Hla Celso Soldevilla Klienklard Sitthikhun Trương Thế Toàn |

## Vòng bảng

### Bảng A
Tất cả các trận đấu diễn ra tại Chiang Mai.

| VT | Đội         | ST | T | H | B | BT | BB | HS | Đ | Giành quyền tham dự     |
| -- | ----------- | -- | - | - | - | -- | -- | -- | - | ----------------------- |
| 1  | Thái Lan    | 3  | 3 | 0 | 0 | 9  | 2  | +7 | 9 | Vòng đấu loại trực tiếp |
| 2  | Indonesia   | 3  | 2 | 0 | 1 | 9  | 4  | +5 | 6 | Vòng đấu loại trực tiếp |
| 3  | Myanmar     | 3  | 1 | 0 | 2 | 4  | 8  | −4 | 3 |                         |
| 4  | Philippines | 3  | 0 | 0 | 3 | 0  | 8  | −8 | 0 |                         |

| Indonesia                                                         | 3–0 | Philippines |
| ----------------------------------------------------------------- | --- | ----------- |
| Aji Santoso 31' · Kurniawan Dwi Yulianto 58' · Eko Purdjianto 84' |     |             |

| Thái Lan                                                                        | 3–1 | Myanmar           |
| ------------------------------------------------------------------------------- | --- | ----------------- |
| Kiatisuk Senamuang 4' · Sakesan Pituratana 47' · Surachai Jaturapattarapong 74' |     | Aung Kyaw Tun 62' |

| Myanmar                                                 | 3–0 | Philippines |
| ------------------------------------------------------- | --- | ----------- |
| Thet Naing Soe 65' · Zaw Htike 69' · Nay Thu Hlaing 71' |     |             |

| Thái Lan                                                                   | 4–1 | Indonesia                   |
| -------------------------------------------------------------------------- | --- | --------------------------- |
| Worrawoot Srimaka 25', 49' · Kiatisuk Senamuang 52' · Dusit Chalermsan 79' |     | Gendut Doni Christiawan 57' |

| Myanmar | 0–5 | Indonesia                                                                             |
| ------- | --- | ------------------------------------------------------------------------------------- |
|         |     | Gendut Doni Christiawan 43', 57' · Uston Nawawi 70' · Kurniawan Dwi Yulianto 74', 82' |

| Thái Lan                                    | 2–0 | Philippines |
| ------------------------------------------- | --- | ----------- |
| Kiatisuk Senamuang 4' · Anuruck Srikert 14' |     |             |

### Bảng B
Tất cả các trận đấu diễn ra tại Songkhla.

| VT | Đội       | ST | T | H | B | BT | BB | HS  | Đ  | Giành quyền tham dự     |
| -- | --------- | -- | - | - | - | -- | -- | --- | -- | ----------------------- |
| 1  | Việt Nam  | 4  | 3 | 1 | 0 | 12 | 0  | +12 | 10 | Vòng đấu loại trực tiếp |
| 2  | Malaysia  | 4  | 3 | 1 | 0 | 9  | 2  | +7  | 10 | Vòng đấu loại trực tiếp |
| 3  | Singapore | 4  | 2 | 0 | 2 | 4  | 2  | +2  | 6  |                         |
| 4  | Campuchia | 4  | 1 | 0 | 3 | 5  | 10 | −5  | 3  |                         |
| 5  | Lào       | 4  | 0 | 0 | 4 | 0  | 16 | −16 | 0  |                         |

| Singapore    | 1–0 | Campuchia |
| ------------ | --- | --------- |
| Rafi Ali 25' |     |           |

| Việt Nam | 0–0 | Malaysia |
| -------- | --- | -------- |
|          |     |          |

| Lào | 0–5 | Malaysia                                                                                                |
| --- | --- | --- |
|     |     | Rusdi Suparman 24', 54' · Azman Adnan 31' (ph.đ.) · Hairuddin Omar 43' · Ahmad Shahrul Azhar Sofian 89' |

| Campuchia | 0–6 | Việt Nam                                                                                 |
| --------- | --- | ---------------------------------------------------------------------------------------- |
|           |     | Lê Huỳnh Đức 16', 80' · Nguyễn Văn Sỹ 55' · Nguyễn Hồng Sơn 58' · Vũ Công Tuyền 74', 86' |

| Malaysia                                                              | 3–2 | Campuchia                           |
| --------------------------------------------------------------------- | --- | ----------------------------------- |
| Azman Adnan 21' · Hairuddin Omar 47' · Ahmad Shahrul Azhar Sofian 62' |     | Pok Chanthan 74' · Hok Sochetra 86' |

| Singapore                                                 | 3–0 | Lào |
| --------------------------------------------------------- | --- | --- |
| Rafi Ali 8' · Nazri Nasir 22' · Steven Tan Teng Chuan 90' |     |     |

| Campuchia                               | 3–0 | Lào |
| --------------------------------------- | --- | --- |
| Hok Sochetra 59', 76' · Chea Makara 70' |     |     |

| Việt Nam         | 1–0 | Singapore |
| ---------------- | --- | --------- |
| Lê Huỳnh Đức 62' |     |           |

| Malaysia        | 1–0 | Singapore |
| --------------- | --- | --------- |
| Azman Adnan 63' |     |           |

| Lào | 0–5 | Việt Nam                                                                                       |
| --- | --- | ---------------------------------------------------------------------------------------------- |
|     |     | Văn Sỹ Thủy 8' · Vũ Công Tuyền 18' · Nguyễn Văn Sỹ 50' · Vũ Minh Hiếu 61' · Phạm Hùng Dũng 88' |

## Vòng đấu loại trực tiếp

### Sơ đồ
|  | Bán kết     | Bán kết   |               |   | Chung kết | Chung kết |
|  |             |           |               |   |           |           |
|  | 16 tháng 11 |           |               |   |           |           |
|  |             |           |               |   |           |           |
|  | Việt Nam    | 2         |               |   |           |           |
|  | Việt Nam    | 2         | 18 tháng 11   |   |           |           |
|  | Indonesia   | 3         |               |   |           |           |
|  | Indonesia   | 3         | Thái Lan      | 4 |           |           |
|  | 16 tháng 11 |           | Thái Lan      | 4 |           |           |
|  |             | Indonesia | 1             |   |           |           |
|  | Thái Lan    | Indonesia | 1             | 2 |           |           |
|  | Thái Lan    |           |               | 2 |           |           |
|  | Malaysia    | 0         |               |   |           |           |
|  | Malaysia    | 0         | Tranh hạng ba |   |           |           |
|  |             |           |               |   |           |           |
|  | 18 tháng 11 |           |               |   |           |           |
|  |             |           |               |   |           |           |
|  | Malaysia    | 3         |               |   |           |           |
|  | Malaysia    | 3         |               |   |           |           |
|  | Việt Nam    | 0         |               |   |           |           |

### Các trận đấu

#### Bán kết
| Việt Nam                                | 2–3 (s.h.p.) | Indonesia                                                   |
| --------------------------------------- | ------------ | ----------------------------------------------------------- |
| Nguyễn Hồng Sơn 45' · Vũ Công Tuyền 90' |              | Gendut Doni Christiawan 39', 120' · Matheus Nurdiantara 75' |

| Thái Lan                                  | 2–0 | Malaysia |
| ----------------------------------------- | --- | -------- |
| Kiatisuk Senamuang 30' · Tawan Sripan 35' |     |          |

#### Tranh hạng ba
| Việt Nam | 0–3 | Malaysia                                  |
| -------- | --- | ----------------------------------------- |
|          |     | Rosdi Talib 42' · Rusdi Suparman 59', 90' |

#### Chung kết
| Thái Lan                                                   | 4-1 | Indonesia        |
| ---------------------------------------------------------- | --- | ---------------- |
| Worrawoot Srimaka 14', 18', 32' · Tanongsak Prajakkata 65' |     | Uston Nawawi 20' |

## Các giải thưởng
| Cầu thủ xuất sắc nhất | Chiếc giày vàng                      | Đội đoạt giải phong cách |
| --------------------- | ------------------------------------ | ------------------------ |
| Kiatisuk Senamuang    | Gendut Christiawan Worrawoot Srimaka | Malaysia                 |

## Cầu thủ ghi bàn
| 5 bàn - Gendut Doni Christiawan - Worrawoot Srimaka 4 bàn - Rusdi Suparman - Kiatisuk Senamuang - Vũ Công Tuyền 3 bàn - Hok Sochetra - Kurniawan Dwi Yulianto - Azman Adnan - Lê Huỳnh Đức 2 bàn - Uston Nawawi - Ahmad Shahrul Azhar Sofian - Hairuddin Omar - Rafi Ali - Nguyễn Hồng Sơn 1 bàn - Pok Chanthan - Chea Makara | 1 bàn (tiếp) - Aji Santoso - Eko Purdjianto - Matheus Nurdiantara - Rosdi Talib - Aung Kyaw Tun - Thet Naing Soe - Zaw Htike - Nay Thu Hlaing - Nazri Nasir - Steven Tan Teng Chuan - Sakesan Pituratana - Surachai Jaturapattarapong - Dusit Chalermsan - Anuruck Srikert - Tawan Sripan - Tanongsak Prajakkata - Nguyễn Văn Sỹ - Phạm Hùng Dũng - Vũ Minh Hiếu - Văn Sỹ Thủy |